# トルソ (映画)
『トルソ』は、2010年に劇場公開された日本映画。

## 概要
『ワンダフルライフ』『誰も知らない』『歩いても 歩いても』などの撮影監督である山崎裕の監督デビュー作。
第33回香港国際映画祭国際評価家連盟賞にノミネートされ、第28回トリノ映画祭インターナショナル・コンペティション部門に正式出品された。
2010年7月10日ユーロスペースにて劇場公開され、大阪、名古屋などにて全国公開された。

## ストーリー
アパレル会社で事務員として働くOL・ヒロコは、携帯も持たず、合コンにも行かず、しかしそれらに不満もなく、規則正しい毎日を送っていた。ただ、そんなヒロコには人に言えない変わった性癖ともいえる秘密があった。彼女は家に帰るとトルソと呼ばれる顔も手も足もない男性型の人形を心と体の拠り所にして恋人のように慈しんでいるのだった。ところがある日、ヒロコとは性格が正反対ともいえる自由奔放で縛られる生活を嫌う妹・ミナが家に押しかけてきた。過去に確執のあったミナの言動は現実逃避をしていた心を揺らがせ、静かだった日常を掻き乱し始めてしまう。

## キャスト
- 渡辺真起子 ― ヒロコ
- 安藤サクラ - ミナ
- 蒼井そら
- ARATA
- 石橋蓮司
- 山口美也子

## スタッフ
- 監督：山崎裕
- プロデューサー：山崎裕 石毛栄典 越川道夫
- 制作：田中深雪
- 製作協力：スローラーナー
- 脚本：山崎裕 佐藤有記
- 撮影：山崎裕
- 美術：鈴木千奈
- 音楽：松本章
- 録音：森英司 菊池信之
- 音響：菊池信之
- 編集：大重裕二
- 助監督：近藤有希
- 製作：いちまるよん トランスフォーマー
- 配給：トランスフォーマー